# Inchydoney Island
Inchydoney Island är en halvö i republiken Irland.   Den ligger i grevskapet County Cork och provinsen Munster, i den södra delen av landet, 260 km sydväst om huvudstaden Dublin.